# Благонравов, Георгий Иванович
Гео́ргий Ива́нович Благонра́вов (6 [18] мая 1896, Егорьевск, Рязанская губерния — 16 июня 1938, Москва) — русский революционер, советский государственный деятель, комиссар государственной безопасности 1-го ранга (1936). Кандидат в члены ЦК ВКП(б) в 1934—1937 годах.
Расстрелян в «особом порядке». Реабилитирован (посмертно) в 1956 году.

## Биография
Георгий Иванович Благонравов родился 6 (18) мая 1896 года в Егорьевске в семье служащего. С января 1913 по май 1914 года работал репетитором в Егорьевске. Окончил Егорьевскую гимназию в 1914 году, в том же году поступил в Московский университет.
Студентом юридического факультета Московского университета примкнул к революционному движению.
В мае 1915 года был призван в Русскую императорскую армию. Окончив Александровское военное училище в чине прапорщика, служил в 80-м запасном пехотном полку в Егорьевске. В феврале 1917 года был избран председателем полкового комитета, а в марте вступил в РСДРП(б), затем стал председателем Егорьевского Совета рабочих и солдатских депутатов.

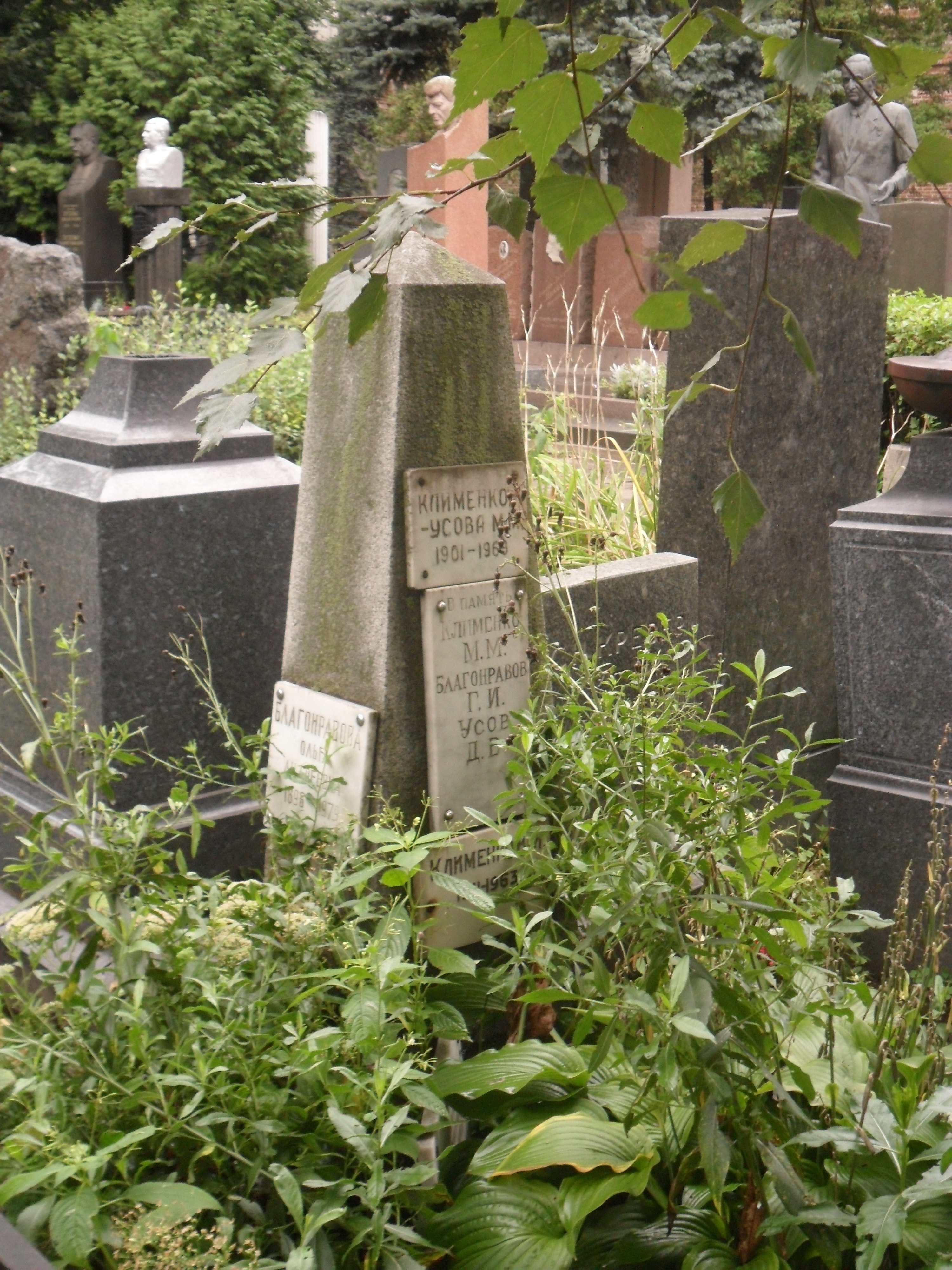
Кенотаф Благонравову на Новодевичьем кладбище.

На 1-м Всероссийском Съезде Советов был избран в члены ВЦИК, где работал секретарём большевистской фракции. Входил в Военную организацию при ЦК РСДРП(б). Принимал активное участие в Октябрьском вооруженном восстании в Петрограде. 23 октября (5 ноября) Благонравов был назначен Петроградским ВРК комиссаром Петропавловской крепости, орудия которой 25 октября (7 ноября) произвели обстрел Зимнего дворца. По распоряжению Военно-революционного комитета Г. И. Благонравов приготовил камеры в Трубецком бастионе для арестованных министров Временного правительства. С декабря 1917 года работал чрезвычайным комиссаром охраны Петрограда. В ноябре — декабре 1917 г. — комендант Петропавловской крепости, затем до мая 1918 г. — чрезвычайный комиссар охраны Петрограда. Возглавил созданный 2 декабря 1917 г. Комитет по борьбе с погромами, однако в том же месяце на этой должности его сменил В. Д. Бонч-Бруевич.
С июня по июль 1918 года Георгий Благонравов был членом РВС Восточного фронта, где участвовал в борьбе против частей Чехословацкого корпуса и в подавлении Ярославского мятежа. С ноября 1918 года работал в органах ВЧК на различных должностях, связанных с железнодорожным транспортом, с 1921 по 1922 год — начальником транспортного отдела ВЧК, а с февраля 1922 по октябрь 1931 года — начальником транспортного отдела ГПУ — ОГПУ СССР. С 26 октября 1929 по 7 октября 1931 года — член коллегии ОГПУ при СНК СССР.
С 16 декабря 1929 по 7 октября 1931 года Благонравов работал заместителем наркома путей сообщения СССР, а с 7 октября 1931 года — 2-м заместителем наркома путей сообщения СССР. 21 сентября 1932 года стал 1-м заместителем наркома путей сообщения СССР.
На XVII съезде ВКП(б) в феврале 1934 года избран кандидатом в члены ЦК ВКП(б).
3 августа 1935 года возглавил Центральное управление шоссейных дорог и автомобильного транспорта при СНК СССР. 27 марта 1936 года возглавил Главное управление строительства шоссейных дорог НКВД СССР, с 5 июля того же года — комиссар государственной безопасности 1-го ранга.
25 мая 1937 года был арестован. Внесён в Сталинские расстрельные списки «Москва-центр» («Быв.члены и кандидаты ЦК ВКП(б)» и «Бывш. сотрудники НКВД») от 1 ноября 1937 г. по 1-й категории (был вычеркнут), и список «Бывш. сотрудники НКВД» от 13 ноября 1937 г. по 1-й категории («за» — Сталин, Каганович, Молотов, Ворошилов). Осуждён к ВМН в «особом порядке» 2 декабря 1937 года по обвинению в «участии в антисоветской к.-р. организации в органах НКВД». Расстрелян 16 июня 1938 года вместе с группой руководящих сотрудников республиканских и региональных управлений НКВД (комиссары ГБ 3-го ранга В. Т. Иванов и Б. А. Бак, майоры ГБ П. А. Самойлов и В. И. Герасимов и др.). Место захоронения — спецобъект НКВД «Коммунарка». Посмертно реабилитирован Военной коллегией Верховного суда СССР 11 июля 1956 года.

## Награды
- Два ордена Красного Знамени (14.12.1927, 22.10.1930)
- Знак «Почетный работник ВЧК—ГПУ (V)» № 38[4]

## Киновоплощение
- 1958 — «В дни Октября». В роли Благонравова — Игорь Владимиров.
- 1958 — «День первый». В роли Благонравова — Анатолий Павлов